# IHeartRadio Music Awards de 2019
O iHeartRadio Music Awards de 2019 foi realizado no Microsoft Theater, em Los Angeles, Califórnia, nos Estados Unidos, em 14 de março de 2019. A cerimônia, apresentada pelo rapper norte-americano T-Pain, foi transmitida ao vivo pela Fox. A rapper estadunidense Cardi B liderou a lista de indicados, com um total de 14 indicações.

## Apresentações
| Artista(s)                    | Canção                                                                                       | Apresentado por                 |
| ----------------------------- | -------------------------------------------------------------------------------------------- | ------------------------------- |
| Halsey Travis Barker Yungblud | "Without Me" "11 Minutes"                                                                    | —                               |
| Kacey Musgraves Chris Martin  | "Rainbow"                                                                                    | Bebe Rexha                      |
| Marshmello Lauv               | "Happier" "I'm So Tired..."                                                                  | Nicole Scherzinger Robin Thicke |
| Lovelytheband                 | "Broken"                                                                                     | Nicole Scherzinger Robin Thicke |
| Ella Mai                      | "Trip"                                                                                       | Nicole Scherzinger Robin Thicke |
| John Legend                   | "Preach"                                                                                     | T-Pain                          |
| Backstreet Boys               | "No Place" "I Want It That Way"                                                              | T-Pain                          |
| Alicia Keys                   | "Raise a Man"                                                                                | Jamie Foxx Corinne Foxx         |
| Ariana Grande                 | "Needy"                                                                                      | Pharrell                        |
| Garth Brooks                  | Medley: "Callin Baton Rouge" "Ask Me How I Know" "The Thunder Rolls" "Friends in Low Places" | Chris Pratt                     |

Notas
1. ↑  A apresentação de Ariana Grande foi pré-gravada.

## Vencedores e indicados
Os indicados foram anunciados em 9 de janeiro de 2019. As indicações a Melhores Fãs foram anunciadas em 23 de janeiro. Os vencedores aparecem primeiro e destacados em negrito.
| Canção do Ano (apresentado por Steven Tyler) | Cantora do Ano |
| --- | --- |
| - "The Middle" – Zedd, Maren Morris e Grey - "God's Plan" – Drake - "Perfect" – Ed Sheeran - "Girls Like You" – Maroon 5 com part. de Cardi B - "Better Now" – Post Malone | - Ariana Grande - Camila Cabello - Cardi B - Dua Lipa - Halsey |
| Cantor do Ano | Melhor Dupla/Grupo do Ano (apresentado por ZEDD e Katy Perry) |
| - Drake - Ed Sheeran - Kendrick Lamar - Post Malone - Shawn Mendes | - 5 Seconds of Summer - Imagine Dragons - Maroon 5 - Panic! at the Disco - Twenty One Pilots |
| Álbum do Ano (por gênero) | Melhor Colaboração |
| - Rock Alternativo: Pray for the Wicked – Panic! at the Disco - Pop: Sweetener – Ariana Grande - Rock: Trench – Twenty One Pilots - Country: Rearview Town – Jason Aldean - Dance: Sick Boy – The Chainsmokers - Musica Latina: Vibras – J Balvin | - Bruno Mars com part. de Cardi B – "Finesse" - Bebe Rexha e Florida Georgia Line – "Meant to Be" - Cardi B, Bad Bunny e J Balvin – "I Like It" - Maroon 5 com part. de Cardi B – "Girls Like You" - Zedd, Maren Morris e Grey – "The Middle" |
| Artista Revelação de Pop | Canção de Rock Alternativo do Ano |
| - Marshmello - Bazzi - Lauv - Max Schneider - NF | - "High Hopes" – Panic! at the Disco - "Natural" – Imagine Dragons - "Broken" – Lovelytheband - "Happier" – Marshmello e BΔSTILLE - "Africa" – Weezer |
| Artista de Rock Alternativo do Ano | Artista Revelação de Rock/Rock Alternativo |
| - Imagine Dragons - Lovelytheband - Panic! at the Disco - Portugal. The Man - Thirty Seconds to Mars | - Lovelytheband - AJR - Badflower - Billie Eilish - Two Feet |
| Canção de Rock do Ano | Artista de Rock do Ano |
| - "Safari Song" – Greta Van Fleet - "Zombie" – Bad Wolves - "Are You Ready" – Disturbed - "Bulletproof" – Godsmack - "Devil" – Shinedown | - Three Days Grace - Five Finger Death Punch - Godsmack - Greta Van Fleet - Shinedown |
| Canção Country do Ano | Artista Country do Ano |
| - "Meant to Be" – Bebe Rexha e Florida Georgia Line - "Tequila" – Dan + Shay - "Heaven" – Kane Brown - "Most People Are Good" – Luke Bryan - "Rich" – Maren Morris | - Luke Combs - Carrie Underwood - Jason Aldean - Luke Bryan - Thomas Rhett |
| Artista Revelação de Country | Canção de Dance do Ano |
| - Jordan Davis - Carly Pearce - Dylan Scott - Lanco - Russell Dickerson | - "The Middle" – Zedd, Maren Morris e Grey - "One Kiss" – Calvin Harris e Dua Lipa - "Remind Me to Forget" – Kygo com part. de Miguel - "Friends" – Marshmello e Anne-Marie - "Happier" – Marshmello e BΔSTILLE |
| Artista de Dance do Ano | Canção de Hip-Hop do Ano |
| - Marshmello - Calvin Harris - The Chainsmokers - Kygo - Zedd | - "God's Plan" – Drake - "I Like It" – Cardi B, Bad Bunny e J Balvin - "In My Feelings" – Drake - "Nice for What" – Drake - "Psycho" – Post Malone com part. de Ty Dolla Sign |
| Artista de Hip-Hop do Ano | Artista Revelação de Hip-Hop |
| - Cardi B - Drake - Kendrick Lamar - Post Malone - Travis Scott | - BlocBoy JB - Juice Wrld - Lil Baby - Lil Pump - XXXTentacion |
| Canção de R&B do Ano | Artista de R&B do Ano |
| - "Boo'd Up" – Ella Mai - "Finesse" – Bruno Mars com part. de Cardi B - "Sky Walker" – Miguel compart. de Travis Scott - "Medicine" – Queen Naija - "When We" – Tank | - Ella Mai - Daniel Caesar - H.E.R. - Miguel - SZA |
| Artista Revelação de R&B | Canção Latina do Ano |
| - Ella Mai - Brent Faiyaz - H.E.R. - Queen Naija - TK Kravit | - "X" – Nicky Jam e J Balvin - "Dura" – Daddy Yankee - "Échame la Culpa" – Luis Fonsi e Demi Lovato - "Me niego" – Reik com part. de Ozuna e Wisin - "Clandestino" – Shakira e Maluma |
| Artista Latino do Ano | Artista Revelação Latino |
| - Bad Bunny - Daddy Yankee - J Balvin - Maluma - Ozuna | - Manuel Turizo - Lele Pons - Mau y Ricky - Nio Garcia - Raymix |
| Canção de Musica Regional Mexicana do Ano | Artista de Musica Regional Mexicana do Ano |
| - Calibre 50 – "Mitad Y Mitad" - Banda MS – "Mejor Me Alejo" - Calibre 50 – "Mi Sorpresa Fuiste Tu" - Christian Nodal – "Me Deje Llevar" - La Arrolladora Banda El Limón – "Entre Beso Y Beso" | - Calibre 50 - Banda Carnaval - Banda MS - Christian Nodal - Gerardo Ortiz |
| Produtor do Ano | Compositor do Ano |
| - Louis Bell - 40 - David Garcia - Frank Dukes - Marshmello | - Frank Dukes - Andrew Watt - Louis Bell - Max Martin - Sarah Aarons |
| Melhores Fãs (patrocinado por Taco Bell) (apresentado por Shay Mitchell) | Melhor Letra |
| - BTSArmy – BTS - 55OSFam – 5 Seconds of Summer - Arianators – Ariana Grande - Camilizers – Camila Cabello - BardiGang – Cardi B - Stylers – Harry Styles - Beliebers – Justin Bieber - Jaguars – Lauren Jauregui - MendesArmy – Shawn Mendes - Swifties – Taylor Swift - Limelights – Why Don't We - Zquad – Zayn Malik | - "Consequences" – Camila Cabello - "Thank U, Next" – Ariana Grande - God's Plan" – Drake - "Without Me" – Halsey - "Girls Like You – "Maroon 5 com part. de Cardi B - "In My Blood" – Shawn Mendes |
| Melhor Cover | Melhor Videoclipe |
| - Harry Styles e Kacey Musgraves – "You're Still the One" (Shania Twain) - Ariana Grande – "(You Make Me Feel Like) A Natural Woman" (Aretha Franklin) - Charlie Puth – "In My Blood" (Shawn Mendes) - Halsey – "Lucid Dreams" (Juice Wrld) - James Arthur e Anne-Marie – "Rewrite the Stars" (Zac Efron e Zendaya) - Khalid – "Fast Car" (Tracy Chapman) - Lady Gaga – "Your Song" (Elton John) - Niall Horan – "Crying in the Club" (Camila Cabello) - P!nk – "A Million Dreams" (Ziv Zaifman, Hugh Jackman e Michelle Williams) - Shawn Mendes e Teddy Geiger – "Under Pressure" (Queen e David Bowie) - Weezer – "Africa" (Toto) - Zayn – "Me, Myself and I" (Beyoncé) | - "Delicate" – Taylor Swift - "Thank U, Next" – Ariana Grande - "Finesse" – Bruno Mars com part. de Cardi B - "One Kiss" – Calvin Harris e Dua Lipa - "I Like It" – Cardi B, Bad Bunny e J Balvin - "This Is America" – Childish Gambino - "Dura" – Daddy Yankee - God's Plan" – Drake - "Freaky Friday" – Lil Dicky com part. de Chris Brown - "Girls Like You – "Maroon 5 com part. de Cardi B - "Psycho" – Post Malone com part. de Ty Dolla Sign - "Taki Taki" – DJ Snake com part. de Selena Gomez, Ozuna e Cardi B |
| Prêmio Estrela Social | Bichinho de Estimação Mais Fofo |
| - Agnez Mo - Danielle Bregoli - Dylan Minnette - Joji - Lele Pons - Loren Gray - Mason Ramsey - Queen Naija - Tana Mongeau - Trixie Mattel | - Gracie – Lauren Jauregui - Mooshu – Alex Pall - Piggy Smallz – Ariana Grande - Edgar – Brett Eldredge - Asia – Lady Gaga - Hatchi – Perrie Edwards - Goodwin – Sabrina Carpenter |
| Melhor Carreira Solo | Canção Que Mexeu Com a Gente |
| - Tiffany Young – Girls' Generation - Ally Brooke – Fifth Harmony - Dinah Jane – Fifth Harmony - Lauren Jauregui – Fifth Harmony - Normani – Fifth Harmony | - "I'll Never Love Again" – Lady Gaga - "Thank U, Next" – Ariana Grande - "This Is America" – Childish Gambino - "Here Comes the Change" – Kesha - "One Day" – Logic com part. de Ryan Tedder - "Youth" – Shawn Mendes com part. de Khalid |
| Fotógrafo de Turnê Favorito | Turnê do Ano (apresentado por Maren Morris) |
| - Helene Pambrum – Harry Styles - Andy DeLuca – 5 Seconds of Summer - Christian Tierney – Niall Horan - Josiah Van Dien – Shawn Mendes - Pixie Levinson – Dua Lipa - Rahul B – Camila Cabello - Ravie B – Beyoncé - Zack Caspary – Why Don't We | Taylor Swift's Reputation Stadium Tour – Taylor Swift |
| Artista com Mais Likes do Ano | Prêmio Inovador iHeartRadio (apresentado por Jamie Foxx) |
| Imagine Dragons | Alicia Keys |
| Artista da Década (apresentado por Chris Pratt) | Prêmio L'Oréal Fãs Mulheres (apresentado por Elle Fanning) |
| Garth Brooks | Halsey |
| Artista do Ano (apresentado por Pharrell) | |
| Ariana Grande | |